# بوب كوليك
روبرت ج. كوليك (بالإنجليزية: Robert J. Kulick)‏ (16 يناير 1950 - 29 مايو 2020) المعروف باسم بوب كوليك، عازف جيتار أمريكي ومنتج أسطوانات، مشهور بعمله مع فرقة كيس ولد في بروكلين، نيويورك، وهو الأخ الأكبر لعازف الجيتار السابق للفرقة بروس كوليك.

## روابط خارجية
- بوب كوليك على موقع IMDb (الإنجليزية)
- بوب كوليك على موقع ميوزك برينز (الإنجليزية)
- بوب كوليك على موقع أول ميوزيك (الإنجليزية)
- بوب كوليك على موقع ديسكوغز (الإنجليزية)
- بوب كوليك على موقع قاعدة بيانات الفيلم (الإنجليزية)